# موريس دوهامل
موريس دوهامل هو ملحن وسياسي فرنسي، ولد في 23 فبراير 1884 في رين في فرنسا، وتوفي بنفس المكان في 5 فبراير 1940 بسبب سرطان. نشط حزبياً في Breton Autonomist Party ‏.

## وصلات خارجية
- موريس دوهامل على موقع ميوزك برينز (الإنجليزية)
- موريس دوهامل على موقع ديسكوغز (الإنجليزية)